# Rybičky 48
Rybičky 48 je česká pop-punková kapela z Kutné Hory, založená 22. listopadu 2002. Původně se jmenovala Banánové Rybičky, ale název byla nucena změnit. V roce 2004 obsadila kapela 3. místo v Naději beatu na Radiu Beat, o rok později zvítězila v Bitvě o Sázavafest. Vystupovala mimo jiné i jako předkapela amerických The Offspring. V současnosti má kapela za sebou více než tisíc koncertů v Česku i zahraničí a patří mezi vyhledávané festivalové taháky.

## Historie

### Začátky
V září 2005 začíná spolupráce s vydavatelstvím Supraphon. V říjnu a listopadu nahráli první tři singly – Reality show, Sexuální akrobat a Wo-co-de!

### Adios Embryos
K desce Adios Embryos! se kapela vydává na TOUR*48, která čítá 66 zastávek v České republice a Německu. Singl Sexuální akrobat se hrál v rádích a vyhrával hitparády, v televizi takový úspěch nezaznamenal. Naproti tomu druhý singl byl pravým opakem 7krát za sebou se umístil na prvních příčkách v Eso hitparádě.

### Amores perros, voe!
21. března 2008 vyšla druhá studiová deska Amores perros, voe! a s ní se kapela vydala na AMORES PERROS TOUR.

## Diskografie

### Studiová alba
- 2006 – Adios Embryos!
- 2008 – Amores Perros, Voe!
- 2009 – Viva la Revolución
- 2011 – Deska roku
- 2013 – Tohle je rock 'n' roll, vy buzny
- 2018 – Best Fuck Off / Pořád nás to baví
- 2022 – Jedeme dál

### Dema
- 2003 – Taková normální kapela
- 2003 – Kuthnaja Ghora
- 2004 – Krasnaja Znowa

### DVD
- 2012 – 10 let sexu, chlastu, rock 'n' rollu
- 2014 – G2 Acoustic Stage (DVD + CD)

### Videoklipy
- Sexuální akrobat
- Reality show
- Ooou
- Emily
- Zamilovaný/Nešťastná (feat. Bára Zemanová)
- Nebe peklo (feat. Mandrage)
- Agáta
- Princezna z baru
- Rádiová
- Obyčejnej den
- Striptérka Anna
- Vstaň, leť, hned teď!
- Vážené dámy
- My ještě nejsme starý
- Léto[2]
- Tohle je Rock´n´Roll vy Buzny
- Karolína
- Magdaléna
- Slibuju, že nebudu pít
- Chtěl jsem tím říct
- Správní chlapi
- Klasický pomalý song, plně zapadající do programového schématu každého dobrého rádia
- Čas líbá nás
- Ženy
- Američan z poličan
- Lék na duši ženy
- Na první dojem
- Biolid
- Zamilovaný/Nešťastná 2 (feat. Bára Zemanová, Pokáč)
- Muži[3]
- Goodbye (feat. Marek Ztracený)
- My
- Svatební hymna
- Ty vole, já budu táta

## Členové
- Kuba Ryba – zpěv, baskytara
- Petr Lebeda – kytara, zpěv
- Ondra Štorek – bubeník, zpěv, rap
- Michal Brener – kytara a zpěv
- Honza Štrup – kytara a zpěv (2009–2013)[4][5]